# Паскаль Айзеле
Паскаль Айзеле (нім. Pascal Eisele; нар. 27 грудня 1992, Фаренбах) — німецький борець греко-римського стилю, бронзовий призер чемпіонату світу, чемпіон Європи, чемпіон світу серед військовослужбовців.

## Життєпис
Боротьбою почав займатися з 1997 року. У 2009 році став бронзовим призером чемпіонату Європи серед кадетів.
Виступає за борцівський клуб «SV 1952» Фаренбах. Тренер — Міхаель Карл.

## Спортивні результати на міжнародних змаганнях

### Виступи на Чемпіонатах світу
| Змагання                        | Збірна    | Вагова категорія                 | Місце  |
| ------------------------------- | --------- | -------------------------------- | ------ |
| Чемпіонат світу з боротьби 2014 | Німеччина | греко-римська боротьба, до 80 кг | 8      |
| Чемпіонат світу з боротьби 2015 | Німеччина | греко-римська боротьба, до 75 кг | 15     |
| Чемпіонат світу з боротьби 2016 | Німеччина | греко-римська боротьба, до 80 кг | 7      |
| Чемпіонат світу з боротьби 2017 | Німеччина | греко-римська боротьба, до 80 кг | Бронза |
| Чемпіонат світу з боротьби 2018 | Німеччина | греко-римська боротьба, до 77 кг | 27     |
| Чемпіонат світу з боротьби 2019 | Німеччина | греко-римська боротьба, до 82 кг | 21     |

### Виступи на Чемпіонатах Європи
| Змагання                         | Збірна    | Вагова категорія                 | Місце  |
| -------------------------------- | --------- | -------------------------------- | ------ |
| Чемпіонат Європи з боротьби 2013 | Німеччина | греко-римська боротьба, до 74 кг | 5      |
| Чемпіонат Європи з боротьби 2014 | Німеччина | греко-римська боротьба, до 80 кг | 18     |
| Чемпіонат Європи з боротьби 2016 | Німеччина | греко-римська боротьба, до 80 кг | Золото |
| Чемпіонат Європи з боротьби 2017 | Німеччина | греко-римська боротьба, до 80 кг | 13     |
| Чемпіонат Європи з боротьби 2020 | Німеччина | греко-римська боротьба, до 77 кг | 19     |
| Чемпіонат Європи з боротьби 2024 | Німеччина | греко-римська боротьба, до 87 кг | 15     |

### Виступи на Європейських іграх
| Змагання              | Збірна    | Вагова категорія                 | Місце |
| --------------------- | --------- | -------------------------------- | ----- |
| Європейські ігри 2015 | Німеччина | греко-римська боротьба, до 75 кг | 5     |

### Виступи на Кубках світу
| Змагання                    | Збірна    | Вагова категорія                 | Місце |
| --------------------------- | --------- | -------------------------------- | ----- |
| Кубок світу з боротьби 2015 | Німеччина | греко-римська боротьба, до 80 кг | 7     |
| Кубок світу з боротьби 2017 | Німеччина | греко-римська боротьба, до 80 кг | 5     |
| Кубок світу з боротьби 2020 | Німеччина | греко-римська боротьба, до 77 кг | 7     |

### Виступи на Чемпіонатах світу серед військовослужбовців
| Змагання                                                  | Збірна    | Вагова категорія                 | Місце  |
| --------------------------------------------------------- | --------- | -------------------------------- | ------ |
| Чемпіонат світу з боротьби серед військовослужбовців 2010 | Німеччина | греко-римська боротьба, до 74 кг | 10     |
| Чемпіонат світу з боротьби серед військовослужбовців 2014 | Німеччина | греко-римська боротьба, до 80 кг | 5      |
| Чемпіонат світу з боротьби серед військовослужбовців 2016 | Німеччина | греко-римська боротьба, до 80 кг | Золото |

### Виступи на Всесвітніх іграх військовослужбовців
| Змагання                                | Збірна    | Вагова категорія                 | Місце |
| --------------------------------------- | --------- | -------------------------------- | ----- |
| Всесвітні ігри військовослужбовців 2015 | Німеччина | греко-римська боротьба, до 80 кг | 12    |

### Виступи на інших змаганнях
| Змагання                                                         | Збірна    | Вагова категорія                 | Місце  |
| ---------------------------------------------------------------- | --------- | -------------------------------- | ------ |
| Турнір Дана Колова — Николи Петрова 2013                         | Німеччина | греко-римська боротьба, до 74 кг | Срібло |
| Меморіал Іона Корнеану 2013                                      | Німеччина | греко-римська боротьба, до 74 кг | Бронза |
| Турнір Дана Колова — Николи Петрова 2014                         | Німеччина | греко-римська боротьба, до 80 кг | Срібло |
| Гран-прі Німеччини з боротьби 2014                               | Німеччина | греко-римська боротьба, до 75 кг | 16     |
| Кубок Владислава Пітласинські 2014                               | Німеччина | греко-римська боротьба, до 75 кг | 5      |
| Кубок Владислава Пітласинські 2015                               | Німеччина | греко-римська боротьба, до 75 кг | 7      |
| Гран-прі Парижа з боротьби 2016                                  | Німеччина | греко-римська боротьба, до 80 кг | Золото |
| Тор Мастерс 2016                                                 | Німеччина | греко-римська боротьба, до 75 кг | Срібло |
| Олімпійський кваліфікаційний турнір з боротьби 2016 (Улан-Батор) | Німеччина | греко-римська боротьба, до 75 кг | 4      |
| Олімпійський кваліфікаційний турнір з боротьби 2016 (Стамбул)    | Німеччина | греко-римська боротьба, до 75 кг | 11     |
| Золотий Гран-прі з боротьби 2016                                 | Німеччина | греко-римська боротьба, до 80 кг | 9      |
| Кубок Владислава Пітласинські 2017                               | Німеччина | греко-римська боротьба, до 80 кг | 14     |
| Гран-прі Німеччини з боротьби 2018                               | Німеччина | греко-римська боротьба, до 77 кг | 10     |
| Тор Мастерс 2019                                                 | Німеччина | греко-римська боротьба, до 77 кг | 12     |
| Гран-прі Іспанії з боротьби 2019                                 | Німеччина | греко-римська боротьба, до 82 кг | 9      |
| Гран-прі Німеччини з боротьби 2019                               | Німеччина | греко-римська боротьба, до 77 кг | 13     |
| Гран-прі Німеччини з боротьби 2022                               | Німеччина | греко-римська боротьба, до 82 кг | 5      |
| Гран-прі Іспанії з боротьби 2024                                 | Німеччина | греко-римська боротьба, до 82 кг | Золото |

### Виступи на змаганнях молодших вікових груп
| Змагання                                       | Збірна    | Вагова категорія                 | Місце  |
| ---------------------------------------------- | --------- | -------------------------------- | ------ |
| Чемпіонат Європи з боротьби серед кадетів 2008 | Німеччина | греко-римська боротьба, до 63 кг | 15     |
| Чемпіонат Європи з боротьби серед кадетів 2009 | Німеччина | греко-римська боротьба, до 69 кг | Бронза |
| Чемпіонат Європи з боротьби серед юніорів 2012 | Німеччина | греко-римська боротьба, до 74 кг | 5      |
| Чемпіонат світу з боротьби серед юніорів 2012  | Німеччина | греко-римська боротьба, до 74 кг | 15     |